# Salí
Rijeka Salí  (špa. Rio Salí) je najvažnija rijeka u argentinskoj pokrajini Tucumánu.
Rijeka nastaje iz oborina s planinskog lanca Calchaquíesa, teče prema provinciji Salti, a protok vode povećavaju brojne potoke s planinskog lanca Sierra del Aconquija, i druge rijeke.
Većina gradova i gradića u pokrajini, uključujući i glavni grad San Miguel de Tucuman, leže na slijevu ove rijeke, koja dalje teče prema provinciji Santiago del Esteros s nazivom rijeke Dulce, a uvire u laguni Mar Chiquita u provinciji Córdobi.
Tri glavne brane, izgrađene su za proizvodnju hidroenergije i navodnjavanje, dvije u provinciji Tucumán: El Cadillal i Escaba i Los Quiroga u pokrajini Santiago del Estero. 